# Mosimanegape Ramoshibidu
Mosimanegape Ramoshibidu (Lobatse, 15 de junho de 1985) é um futebolista botsuanense que atua como defensor.

## Carreira
Mosimanegape Ramoshibidu representou o elenco da Seleção Botsuanense de Futebol no Campeonato Africano das Nações de 2012.